# Giải thưởng thường niên TVB cho Nữ diễn viên chính xuất sắc nhất
Giải thường niên TVB cho Nữ diễn viên chính xuất sắc nhất (tiếng Anh: TVB Anniversary Award for Best Actress) là một trong những hạng mục của Giải thưởng thường niên TVB được tổ chức hàng năm bởi TVB. Giải thưởng nhằm tôn vinh nữ diễn viên diễn xuất xuất sắc trong các bộ phim truyền hình TVB trong năm. Nữ diễn viên giành được giải này được xem là Thị Hậu (TV Queen, 視后).
Giải thưởng được trao lần đầu vào năm 1997 với tên "Best Performance by an Actress in a Drama" (最佳劇中女角演繹大獎). Tên của giải thưởng được thay đổi nhiều lần cho đến năm 2005 thì tên chính thức là "Best Actress in a Leading Role" (最佳女主角).

## Diễn viên giành giải và được đề cử
Đây là danh sách top 3-8 diễn viên được đề cử tính từ năm 1997. Diễn viên giành giải được xếp đầu tiên và tô đậm.

### Thập niên 1990
| Năm             | Diễn viên                | Tên phim                          | Tên tiếng Anh                   | Vai diễn |
| --------------- | ------------------------ | --------------------------------- | ------------------------------- | -------- |
| 1997            |                          |                                   |                                 |          |
| Quan Vịnh Hà    | Miêu Thúy Hoa            | Lady Flower Fist                  | Miêu Thúy Hoa                   |          |
| Tuyên Huyên     | Huynh đệ song hành       | Old Time Buddy                    | Thiệu Phương Phương             |          |
| Trương Khả Di   | Huynh đệ song hành       | Old Time Buddy                    | Trình Bảo Châu                  |          |
| Thái Thiếu Phân | Hồ sơ công lý 5          | File of Justice V                 | Lý Đồng                         |          |
| Châu Hải My     | Đại náo quảng xương long | Time Before Time                  | Tiểu Phù Dung                   |          |
| Quách Khả Doanh | Hồ sơ trinh sát 3        | Detective Investigation Files III | Cao Tiệp                        |          |
| Lý Nhược Đồng   | Thiên long bát bộ        | Demi-Gods and Semi-Devils         | Vương Ngữ Yên, mẹ Vương Ngữ Yên |          |
| 1998            |                          |                                   |                                 |          |
| Thái Thiếu Phân | Thiên địa hào tình       | Secret of the Heart               | Tôn Hoa                         |          |
| Quách Ái Minh   | Thiên địa hào tình       | Secret of the Heart               | Trình Gia Minh                  |          |
| Quan Vịnh Hà    | Lực lượng phản ứng       | Armed Reaction                    | Chu Tố Nga                      |          |
| Quách Khả Doanh | Đội chống tệ nạn         | Crimes of Passion                 | Au-yeung Fung                   |          |
| Trần Tuệ San    | Truy tìm bằng chứng      | Untraceable Evidence              | Nhiếp Bảo Ngôn                  |          |
| 1999            |                          |                                   |                                 |          |
| Tuyên Huyên     | Hồ sơ trinh sát 4        | Detective Investigation Files IV  | Quin Mo                         |          |
| Quan Vịnh Hà    | Liệt hỏa hùng tâm        | Burning Flame                     | Thẩm Bích Dao                   |          |
| Trần Tuệ San    | Truy tìm bằng chứng 2    | Untraceable Evidence II           | Nhiếp Bảo Ngôn                  |          |
| Thái Thiếu Phân | Cuộc tình ngang trái     | A Matter of Business              | Chai Hok-yee (Ah Suet)          |          |
| Trần Diệu Anh   | Vận mệnh                 | Life for Life                     | Chong Yuk-suet                  |          |

### Thập niên 2000
| Năm              | Diễn viên               | Tên phim                           | Tên tiếng Anh                                             | Vai diễn |
| ---------------- | ----------------------- | ---------------------------------- | --------------------------------------------------------- | -------- |
| 2000             |                         |                                    |                                                           |          |
| Trịnh Du Linh    | Thất vọng               | War of the Genders                 | Mao Tiểu Tuệ                                              |          |
| Trương Khả Di    | Mối tình nồng thắm 2    | Plain Love II                      | Bàn Muội Nhã                                              |          |
| Tiết Gia Yến     | Đường về hạnh phúc      | Return of the Cuckoo               | Chu Sa Kiều                                               |          |
| Xa Thi Mạn       | Đường về hạnh phúc      | Return of the Cuckoo               | Chúc Quân Hảo                                             |          |
| Tuyên Huyên      | Lực lượng hải quan      | A Matter of Customs                | Phùng Mãn Phân                                            |          |
| 2001             |                         |                                    |                                                           |          |
| Uông Minh Thuyên | Câu chuyện của ngày xưa | The Awakening Story                | Lâm Hạo Tuyết                                             |          |
| Xa Thi Mạn       | Hương đồng gió nội      | Country Spirit                     | Lê Thuận Phong                                            |          |
| Tiết Gia Yến     | Gia đình vui vẻ         | Virtues of Harmony                 | Du Niệm Từ                                                |          |
| Tuyên Huyên      | Cỗ máy thời gian        | A Step into the Past               | Ô Đình Phương                                             |          |
| Thái Thiếu Phân  | Lực lượng phản ứng 3    | Armed Reaction III                 | Vệ Anh Tư                                                 |          |
| 2002             |                         |                                    |                                                           |          |
| Trần Tuệ San     | Người cha tuyệt vời     | Family Man                         | Cao Bội Di                                                |          |
| Quách Khả Doanh  | Thực thi pháp luật      | Legal Entanglement                 | Thẩm Học Nghi                                             |          |
| Thái Thiếu Phân  | Lạc Thần                | Where the Legend Begins            | Chân Lạc                                                  |          |
| Thẩm Điện Hà     | Cơ hội mong manh        | Slim Chances                       | Salina Chong                                              |          |
| Tuyên Huyên      | Bước ngoặt cuộc đời     | Golden Faith                       | Trình Thiên Lam                                           |          |
| 2003             |                         |                                    |                                                           |          |
| Trương Khả Di    | Quá khứ và hiện tại     | The King of Yesterday and Tomorrow | Lữ Tứ Nương                                               |          |
| Quách Khả Doanh  | Chuyên gia đàm phán     | Take My Word For It                | Giản Khiết                                                |          |
| Tuyên Huyên      | Đôi đũa lệch            | Square Pegs                        | Lăng Thái Phụng                                           |          |
| Xa Thi Mạn       | Trường bình công chúa   | Perish in the Name of Love         | Công chúa Trường Bình                                     |          |
| Trần Tuệ San     | Bao la vùng trời        | Triumph in the Skies               | Lạc Dĩ San                                                |          |
| 2004             |                         |                                    |                                                           |          |
| Lê Tư            | Thâm cung nội chiến     | War and Beauty                     | Hoa Quý Nhân                                              |          |
| Tuyên Huyên      | Lương duyên tiền định   | Lady Fan                           | Phàn Lê Hoa                                               |          |
| Xa Thi Mạn       | Thâm cung nội chiến     | War and Beauty                     | Thuần Quý Nhân                                            |          |
| Đặng Tụy Văn     | Thâm cung nội chiến     | War and Beauty                     | Nữu Hỗ Lộc Như Nguyệt (Như Phi)                           |          |
| Quách Khả Doanh  | Thầy hay trò giỏi       | Shine on You                       | Vương Nhã Thi                                             |          |
| 2005             |                         |                                    |                                                           |          |
| Uông Minh Thuyên | Mẹ chồng khó tính       | Wars of In-Laws                    | Hỉ Tháp Lạp Thước Lan                                     |          |
| Hồ Hạnh Nhi      | Mẹ chồng khó tính       | Wars of In-Laws                    | Điền Lực                                                  |          |
| Quách Khả Doanh  | Khách sạn phong vân     | Revolving Doors of Vengeance       | Cố Bích Kỳ                                                |          |
| Lê Tư            | Quyền lực đen tối       | The Charm Beneath                  | Chúc Minh Huệ                                             |          |
| Tuyên Huyên      | Chuyện về chàng Vượng   | Life Made Simple                   | Hoàng Kỳ Phụng                                            |          |
| 2006             |                         |                                    |                                                           |          |
| Xa Thi Mạn       | Phụng Hoàng Lâu         | Maidens Vow                        | Ngụy Du Phụng - Uông Tử Quân - Bạch Tuệ Trân - Đới Tư Gia |          |
| Đặng Tụy Văn     | Đáng mặt nữ nhi         | La Femme Desperado                 | Hải Kiều (Hilda)                                          |          |
| Thái Thiếu Phân  | Bão cát                 | The Dance of Passion               | Tiêu Ngọc                                                 |          |
| Lê Tư            | Bão cát                 | The Dance of Passion               | Kế Minh Phượng                                            |          |
| Hồ Hạnh Nhi      | Tình yêu chân thật      | To Grow with Love                  | Hà Mỹ Điền                                                |          |
| 2007             |                         |                                    |                                                           |          |
| Lý Tư Kỳ         | Sóng gió gia tộc        | Heart of Greed                     | Lăng Xảo                                                  |          |
| Xa Thi Mạn       | Hạt ngọc phương đông    | Glittering Days                    | Chu Ngọc Lan                                              |          |
| Tuyên Huyên      | Sòng bạc phong vân      | Dicey Business                     | Lý Thanh Vân                                              |          |
| Quan Cúc Anh     | Sóng gió gia tộc        | Heart of Greed                     | Vương Tú Cầm                                              |          |
| Đặng Tụy Văn     | Thử thách hôn nhân      | The Family Link                    | Mông Gia Gia                                              |          |
| 2008             |                         |                                    |                                                           |          |
| Mễ Tuyết         | Sức mạnh tình thân      | Moonlight Resonance                | Ân Hồng                                                   |          |
| Uông Minh Thuyên | Mẹ chồng khó tính 2     | Wars of In-Laws II                 | Qua Bích                                                  |          |
| Quách Thiện Ni   | Đội điều tra đặc biệt   | D.I.E.                             | Huỳnh Tinh Tinh                                           |          |
| Chung Gia Hân    | Đường sinh mệnh         | A Journey Called Life              | Thi Gia Gia                                               |          |
| Lý Tư Kỳ         | Sức mạnh tình thân      | Moonlight Resonance                | Chung Tiếu Hà                                             |          |
| 2009             |                         |                                    |                                                           |          |
| Đặng Tụy Văn     | Xứng danh tài nữ        | Rosy Business                      | Khang Bảo Kỳ                                              |          |
| Thái Thiếu Phân  | Lấy chồng giàu sang     | The Gem of Life                    | Khương Nhã Tư                                             |          |
| Mao Thuấn Quân   | Tình đồng nghiệp        | Off Pedder                         | Ân Thưởng                                                 |          |
| Xa Thi Mạn       | Cung Tâm Kế             | Beyond the Realm of Conscience     | Lưu Tam Hảo                                               |          |
| Dương Di         | Cung Tâm Kế             | Beyond the Realm of Conscience     | Diêu Kim Linh                                             |          |

### Thập niên 2010
| Năm              | Diễn viên                       | Tên phim                        | Tên tiếng Anh                                | Vai diễn |
| ---------------- | ------------------------------- | ------------------------------- | -------------------------------------------- | -------- |
| 2010             |                                 |                                 |                                              |          |
| Đặng Tụy Văn     | Nghĩa hải hào tình              | No Regrets                      | Trịnh Cửu Muội                               |          |
| Dương Di         | Vụ án bí ẩn                     | The Mysteries of Love           | Từ Tiểu Lệ                                   |          |
| Chung Gia Hân    | Ân tình hồ ly                   | Ghost Writer                    | Liễu Tâm Như                                 |          |
| Trương Khả Di    | Nỗi đau người phụ nữ            | Beauty Knows No Pain            | Jackie Sa Uyển Kỳ                            |          |
| Xa Thi Mạn       | Công chúa giá đáo               | Can't Buy Me Love               | Công chúa Chiêu Dương                        |          |
| 2011             |                                 |                                 |                                              |          |
| Hồ Hạnh Nhi      | Vạn Phụng Chi Vương             | Curse of the Royal Harem        | Hiếu Thận Thành hoàng hậu                    |          |
| Uông Minh Thuyên | Đoàn binh gia đình              | Home Troopers                   | Lê Gia Gia                                   |          |
| Chung Gia Hân    | Trường học mật cảnh             | Yes, Sir. Sorry, Sir!           | Cổ Gia Lam                                   |          |
| Trần Pháp Lạp    | Tiềm hành truy kích             | Lives of Omission               | Chu Vọng Tình                                |          |
| Trương Khả Di    | Bằng chứng thép 3               | Forensic Heroes III             | Chung Học Tâm                                |          |
| 2012             |                                 |                                 |                                              |          |
| Dương Di         | Danh viện vọng tộc              | Silver Spoon, Sterling Shackles | Khang Tử Quân                                |          |
| Xa Thi Mạn       | Tình không lối thoát            | When Heaven Burns               | Diệp Tử Ân                                   |          |
| Chung Gia Hân    | Bảo vệ nhân chứng               | Witness Insecurity              | Kiều Tử Lâm                                  |          |
| Từ Tử San        | Ranh giới thiện ác              | Highs and Lows                  | Trần Gia Bích                                |          |
| Mễ Tuyết         | Đại thái giám                   | The Confidant                   | Từ Hi Thái Hậu                               |          |
| 2013             |                                 |                                 |                                              |          |
| Điền Nhụy Ni     | Vòng xoáy thời gian             | Brothers Keeper                 | Diêu Văn Anh                                 |          |
| Chung Gia Hân    | Vòng xoáy thời gian             | Brothers Keeper                 | Trác Tĩnh                                    |          |
| Trần Pháp Lạp    | Bao la vùng trời                | Triumph in the Skies II         | Hà Niên Hy                                   |          |
| Dương Di         | Sứ mệnh 36 giờ 2                | The Hippocratic Crush II        | Phạm Tử Dư                                   |          |
| Từ Tử San        | Mỹ nhân hành động               | Bounty Lady                     | Thịnh Hoa Lôi                                |          |
| 2014             |                                 |                                 |                                              |          |
| Xa Thi Mạn       | Sứ đồ hành giả                  | Line Walker                     | Đinh Tiểu Gia                                |          |
| Dương Di         | Người kế nghiệp                 | Storm in a Cocoon               | Đường Băng Băng                              |          |
| Điền Nhụy Ni     | Vòng xoáy thiện ác              | Black Heart White Soul          | Đàm Mĩ Trinh                                 |          |
| Chung Gia Hân    | Đại dược phường                 | All That Is Bitter Is Sweet     | Đỗ Giai Kỳ                                   |          |
| Từ Tử San        | Tìm lấy ngày mai                | Tomorrow Is Another Day         | Diêu Ái Nga                                  |          |
| 2015             |                                 |                                 |                                              |          |
| Hồ Định Hân      | Chơi với ma                     | Ghost of Relativity             | Khương Dung                                  |          |
| Uông Minh Thuyên | Hoa lệ chuyển thân              | Limelight Years                 | Hoa Phương Ngưng                             |          |
| Chung Gia Hân    | Hoa lệ chuyển thân              | Limelight Years                 | Tư Đồ Địch Địch                              |          |
| Điền Nhụy Ni     | Chơi với ma                     | Ghost of Relativity             | Tôn Thục Mai                                 |          |
| Dương Di         | Bước lỡ lầm                     | Momentary Lapse of Reason       | Lương Tâm                                    |          |
| 2016             |                                 |                                 |                                              |          |
| Hồ Định Hân      | Anh hùng Thành Trại             | A Fist Within Four Walls        | Điêu Lan                                     |          |
| Thiệu Mỹ Kỳ      | Đao hạ lưu nhân                 | The Executioner                 | Hoa Nhụy Hồng                                |          |
| Chu Thiên Tuyết  | Cảnh sát siêu năng              | Over Run Over                   | Lăng Thần Phong                              |          |
| Điền Nhụy Ni     | Cự luân II                      | Brother's Keeper II             | Diêu Văn Anh                                 |          |
| Huỳnh Thuý Như   | Con rối hào môn                 | Two Steps from Heaven           | Max Cố Thành Song                            |          |
| 2017             |                                 |                                 |                                              |          |
| Đường Thi Vịnh   | Binh Đoàn Phái Yếu              | My Unfair Lady                  | Cherry Lăng Vũ Cần                           |          |
| Tuyên Huyên      | Binh Đoàn Phái Yếu              | My Unfair Lady                  | Mall Lăng Mẫn                                |          |
| Bào Khởi Tịnh    | Cộng Sự                         | The Unholy Alliance             | Lệng Hùng                                    |          |
| Hồ Định Hân      | Cộng Sự                         | The Unholy Alliance             | Nguyễn Thanh Hân                             |          |
| Lý Giai Tâm      | Những Kẻ Ba Hoa                 | My Ages Apart                   | Paris Thượng Khả Dao                         |          |
| 2018             |                                 |                                 |                                              |          |
| Lý Giai Tâm      | Baby Đến Rồi                    | Who Wants A Baby?               | Ellen Đường Điềm Nhi                         |          |
| Huỳnh Trí Văn    | Ba Người Phụ Nữ Một Nguyên Nhân | Three Some                      | Phương Dĩ Nhân/ Pina Colada/ Sầu Phách Phách |          |
| Hồ Định Hân      | Cung Tâm Kế 2 Thâm Cung Kế      | Deep in the Realm of Conscience | Vương Trân                                   |          |
| Trần Vỹ          | Cung Tâm Kế 2 Thâm Cung Kế      | Deep in the Realm of Conscience | Thái Bình công chúa                          |          |
| Dương Di         | Tái Sáng Thế Kỷ                 | Another Era                     | Chương Minh Hi                               |          |
| 2019             |                                 |                                 |                                              |          |
| Huệ Anh Hồng     | Thiết Thám                      | The Defected                    | Vạn Hi Hoa                                   |          |
| Lý Giai Tâm      | Bạch Sắc Cường Nhân             | Big White Duel                  | Kennis Trình Lạc Văn                         |          |
| Đường Thi Vịnh   | Bạch Sắc Cường Nhân             | Big White Duel                  | Zoe Tô Di                                    |          |
| Lý Thi Hoa       | Tòa Nhà Kim Tiêu                | Barrack O'Karma                 | Alex Chương Vĩ / Coco Dương Ngọc Hoa         |          |
| Dương Thiên Hoa  | Người Vợ Đa Năng                | Wonder Woman                    | Lam Phi                                      |          |

### Thập niên 2020
| Năm           | Diễn viên                      | Tên phim                      | Tên phim tiếng Anh | Vai diễn    |
| ------------- | ------------------------------ | ----------------------------- | ------------------ | ----------- |
| 2020          |                                |                               |                    |             |
| Thái Tư Bối   | Thải qua giới II               | Legal Mavericks 2020          | Triệu Chính Muội   |             |
| Lâm Thục Mẫn  | Ái hồi gia chi Khai tâm tốc đệ | Come home love: Lo and Behold | Long Lực Liên      |             |
| Cung Gia Hân  | Sát thủ                        | Death by Zero                 | Dịch Lan           |             |
| Lý Giai Tâm   | Sát thủ                        | Death by Zero                 | Tiền Hướng Thiến   |             |
| Huỳnh Trí Văn | Sứ đồ hành giả 3               | Line Walker: Bull Fight       | Chương Kỷ Tư       |             |
| 2021          |                                |                               |                    |             |
| Lâm Hạ Vy     | Thất công chúa                 | The battle of seven sisters   | Cố Ngữ Yên         |             |
| Lý Giai Tâm   | Người yêu thông minh           | AI Romantic                   | A Bảo              |             |
| Huỳnh Trí Văn | Bả quan giả môn                | The Line Watchers             | Quan Bội Hân       |             |
| Chung Gia Hân | Bác sĩ nhi khoa                | Kids' Lives Matter            | Chương Dĩ Tâm      |             |
| Diêu Tử Linh  | Quyền vương                    | The Ringmaster                | Lôi Kiên           |             |
| 2023          | Xa Thi Mạn                     | Nữ Hoàng Tin Tức              | The Queen Of News  | Văn Tuệ Tâm |

## Kỷ lục
| Thắng | Nữ diễn viên     |
| ----- | ---------------- |
| 2     | Uông Minh Thuyên |
| 2     | Đặng Tụy Văn     |
| 2     | Xa Thi Mạn       |
| 2     | Hồ Định Hân      |

| Đề cử | Nữ diễn viên    |
| ----- | --------------- |
| 10    | Xa Thi Mạn      |
| 10    | Tuyên Huyên     |
| 7     | Thái Thiếu Phân |
| 7     | Chung Gia Hân   |
| 7     | Dương Di        |
| 6     | Quách Khả Doanh |

So sánh tuổi
| Kỷ lục                              | Nữ diễn viên     | Phim truyền hình      | Tuổi (tính bằng năm) |
| ----------------------------------- | ---------------- | --------------------- | -------------------- |
| Người chiến thắng lớn tuổi nhất     | Uông Minh Thuyên | Mẹ chồng khó tính     | 58                   |
| Người lọt top 5 đề cử lớn tuổi nhất | Uông Minh Thuyên | Sự chuyển mình hoa lệ | 68                   |
| Người lọt top 5 đề cử lớn tuổi nhất | Bào Khởi Tịnh    | Cộng sự               | 68                   |
| Người chiến thắng trẻ nhất          | Thái Thiếu Phân  | Bí mật của trái tim   | 25                   |
| Người lọt top 5 đề cử trẻ nhất      | Thái Thiếu Phân  | Hồ sơ công lý V       | 24                   |